# 薛雪
薛雪（1681年—1770年），字生白，號一瓢，又號掃葉山人。江蘇吳縣人。清代溫病學家。

## 生平
生於康熙二十年（1681年），家居苏州南园俞家桥，先習儒，乾隆初年举鸿博，不就。因母多病，遂習醫，治療多奇效，與葉天士齊名，能詩，诗学叶燮，“所著诗文甚富”，又善画兰竹，博學多通，著作甚多，有《一瓢斋诗存》、《一瓢诗话》、《吾以吾集》。醫學著作有《濕熱條辨》、《醫經原旨》，於靈素奧旨，多所發揮。
晚年自署牧牛老朽。乾隆三十五年（1770年）卒。

## 著作

### 濕熱條辨
- 將濕熱病分為九種證型施治，說理透徹，立言允當，極盡變化。無論常變皆有案可循，是後世習溫熱病的必讀之作。
- 現傳版本多種，條文數量亦有出入。舒松摩重刻《醫師秘籍》僅載前三十五條，江白先本與吳子音《溫熱贅言》於三十五條中只採二十條，而又增補十一條。其他如《陳修園醫書七十二種》、章虛谷《醫門棒喝》、宋祐甫《南病別鑑》均有收錄，但編次互異。王孟英《溫熱經緯》收為「薛生白濕熱病篇」，乃據吳人陳秋垞抄本而得，共有四十六條，為目前流傳較廣者。[3]